# Índice de fluidez

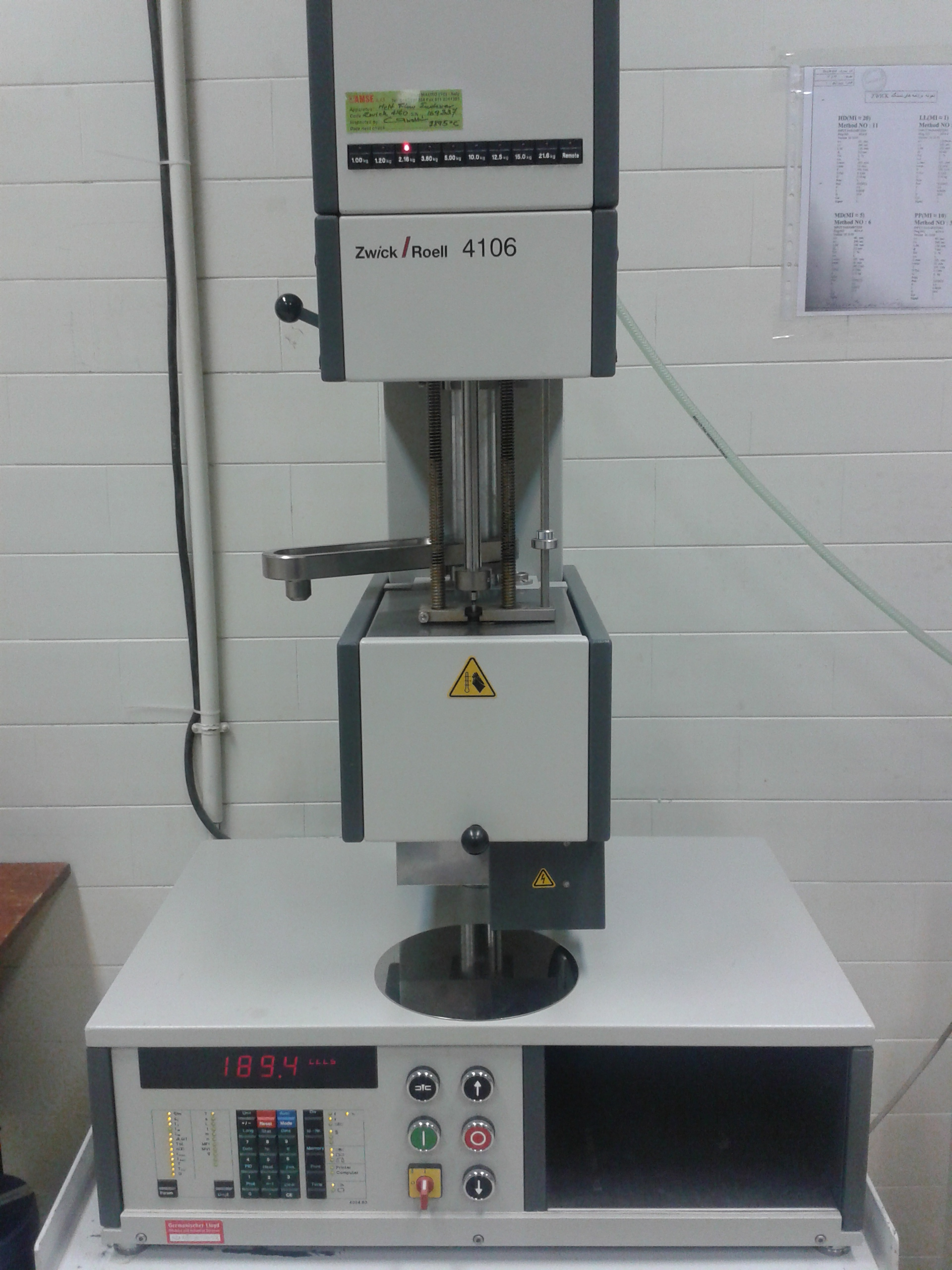
Reómetro capilar. Se usa para medir el índice de fluidez.

El índice de fluidez es una prueba                                                                       reológica básica que se realiza a un polímero para conocer su fluidez. Se mide en g/10 min. Se define como la cantidad de material (medido en gramos) que fluye a través del orificio de un dado capilar en 10 minutos, manteniendo constantes presión y temperatura estándares.
El índice de fluidez consiste en tomar una cantidad de plástico a una temperatura y masa determinadas y obligarlo con la ayuda de la gravedad a fluir a través de un orificio pequeño.
La prueba dura entre (5 y 25) minutos (contando el tiempo de fundición) aunque el resultado se extrapole a la unidad indicada anteriormente.
La temperatura escogida para el ensayo está siempre por encima de la temperatura de transición vítrea o la temperatura de fusión del material.
La fluidez del polímero es función de:
- Presión utilizada (masa del émbolo)
- Diámetro del orificio
- Viscosidad del material
- Temperatura

Este índice es de vital importancia para quienes hacen moldeo por inyección, extrusión, rotomoldeo u otro proceso que implique el confeccionamiento de una pieza termoplástica.

## Principio
La medición del índice de fluidez se realiza por medio de un reómetro capilar, también en ocasiones llamado viscosímetro, el cual opera con una presión constante, ejercida por una fuerza constante debida a una masa conocida en un tubo capilar cuya área permanece constante.
La norma ASTM-D1238 y la UNE EN ISO 1133 son comúnmente utilizadas para realizar esta operación.
La realización de estos ensayos muchas veces se realizan con una máquina específica que involucra cortar la muestra del polímero  cada 30 segundos que sale por el capilar. Se toman diversas muestras hasta que la cantidad de polímero se acaba. 
Las primeras muestras recojidas son de vital importancia ya que son las menos afectadas por las altas temperaturas de trabajo, ya que los polímeros se degradan si están expuestos a un calor alto durante un tiempo determinado.
- Datos: Q1755092